# Escueillens-et-Saint-Just-de-Bélengard
 Escueillens-et-Saint-Just-de-Bélengard  es una comuna y población de Francia, en la región de Languedoc-Rosellón, departamento de Aude, en el distrito de Limoux y cantón de Alaigne.
Su población en el censo de 1999 era de 140 habitantes. De éstos, 51 corresponden a la commune associée de Saint-Just-de-Bélengard.
Está integrada en la Communauté de communes les Coteaux du Razès .